# Grand Prix de la Sologne des Étangs
Le Grand Prix de la Sologne des Étangs est une course cycliste française qui se déroule près du château de Villemorant, dans la localité de Neung-sur-Beuvron. Cette épreuve a été créée en 2019,. Elle fait partie du calendrier national de la Fédération française de cyclisme. 
L'édition 2023 figure au programme de la Coupe de France N3. En 2024, la course monte d'un échelon en intégrant la Coupe de France N2. Elle devient ensuite une manche de la Coupe de France des clubs de National 1 en 2025. 

## Palmarès
| Année | Vainqueur         | Deuxième          | Troisième         |        |
| ----- | ----------------- | ----------------- | ----------------- | ------ |
| 2019  | Mickaël Guichard  | Julien Lamy       | Maxime Urruty     |        |
| 2020  | annulé            | annulé            | annulé            | annulé |
| 2021  | Killian Théot     | Florian Dauphin   | Romain Feillu     |        |
| 2022  | Ronan Racault     | Alexis Caresmel   | Guillaume Gerbaud |        |
| 2023  | Lukas Baldinger   | Antonin Boissière | Victor Papon      |        |
| 2024  | Yannick Martinez  | Gustav Basson     | Ben Chilton       |        |
| 2025  | Lucas Mainguenaud | Guillaume Adam    | Toby Chatonnet    |        |